# Station Lhasa-West
Station Lhasa-West is een spoorwegstation in Lhasa, de hoofdstad van de Tibetaanse Autonome Regio, China. Het station is het op Station Lhasa na laatste station aan de Peking-Lhasa-spoorlijn. Sinds juli 2006 stoppen hier geen passagierstreinen meer.